# Троє живих привидів (фільм, 1929)
Троє живих привидів (англ. Three Live Ghosts) — американська кінокомедія режисера Торнтона Фріланда 1929 року.

## У ролях
- Беріл Мерсер — місіс Габбінс
- Хільда Вон — Пеггі Вуферс
- Гаррі Стаббс — Болтон
- Джоан Беннетт — Роуз Гордон
- Ненсі Прайс — Еліс
- Чарльз МакНотон — Джиммі Габбінс
- Роберт Монтгомері — Вільям Фостер
- Клод Аллістер — Спуфі
- Артур Клейтон — касир